# トリントン (コネチカット州)
トリントン（英: Torrington）は、アメリカ合衆国コネチカット州の北西部、リッチフィールド郡東部のリッチフィールドヒルズに位置する都市である。人口は3万5515人（2020年）であり、リッチフィールド郡では最大である。
トリントンは元は工業町であり、ノーガタック川バレーにある町の大半もそうだった。今日では歴史地区を観光地化してダウンタウンを活性化する計画を進めており、隣接するウィンステッド市と競い合っている。

## 歴史

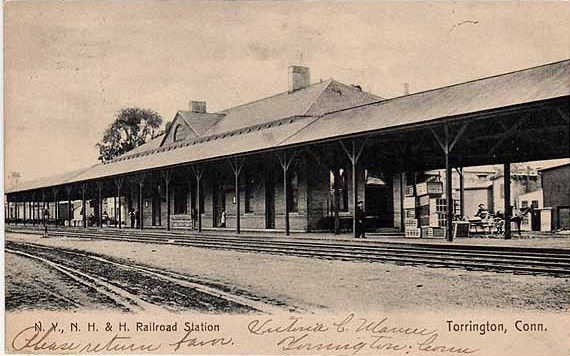
鉄道駅（1907年頃）

トリントンは元々ウォルコットビルと呼ばれ、1735年にコネチカット州ダーラム出身のエベネザー・ライマン・ジュニアが入って来たのが始まりだった。初期開拓者はノーガタック川の西にある丘陵に住み、そこに最初の学校、教会、店舗、酒場が建設された。後にトリングフォードと呼ばれる東の丘に入植され、最良の農地となった。トリントンは1740年10月に、町として組織され法人化される許可を得た。
ノーガタック川の急流が19世紀初期の工業に動力を与えるために使われた。1813年にフレデリック・ウォルコットが毛糸工場を建ててから工業が急成長した。工場が多くの労働力を呼び、商品、サービス、住居への需要を生んだ。
イスラエル・コーとエラスタス・ホッジスが1834年に、ノーガタック川沿いに真鍮工場2棟の建設を始めた。このことでトリントンにおける真鍮産業が始まり、後にはノーガタック・バレー全体に広がることになった。1849年、ノーガタック・バレー鉄道が開通し、トリントンと他の人口集中地とを結び、孤立状態を終わらせ、さらなる工業成長への刺激となった。間もなく、トリントンでは様々な金属製品を生産し、針、真鍮、金物、自転車、鋲などが生産された。トリントンの成長する工場が、19世紀から20世紀初めを通じて、イングランド、アイルランド、ドイツからの移民を惹きつけた。1880年から1920年、南欧や東欧からの移民が増えたので、トリントンの人口は3,000人から22,000人と爆発した。この時期の移民の大半は、ポーランド人、チェコ人、スロバキア人、イタリア人だった。トリントンは1923年に市として認証された。
1955年、ハリケーン・コニーとハリケーン・ダイアンが土地の川を溢れさせ、大洪水が中心街地域の大半や地域の資産を破壊した。トリントンには州立公園が幾つかあり、そのうちの1つは大変人気のあるバー池州立公園である。1851年、ミロ・バーが山からの小川が幾つか集まる所にダムを造って水を溜め、動力を得られるようにした。下流に造られた革なめし場と製材所3か所が、材木需要に合わせるために周辺数マイルにわたる松とオークの木を消費した。開墾された土地は住宅地となり、コネチカット州の工業指導力がさらに高まった。バー池は1949年に州立公園に指定された。この池自体は水深13フィート (4 m) である。池に棲む魚は、オオクチバス、クサリカワカマス、ブラック・クラッピー、イエローパーチ、ブルーギル、パンプキンシード、ブラウンブルヘッドなどである。
蒸発と濃縮によってミルクの保存法を開発したゲイル・ボーデンが、1857年にトリントンに世界初のコンデンスミルク製造工場を建設した。このミルクの新工場は大きな価値があることが証明され、特に南北戦争のときの北軍は重宝した。1877年の火事で工場が破壊された。現在は滝のすぐ下にある青銅の銘板がその場所を示している。
奴隷制度廃止運動家のジョン・ブラウンはトリントンの生まれである。

## 地理

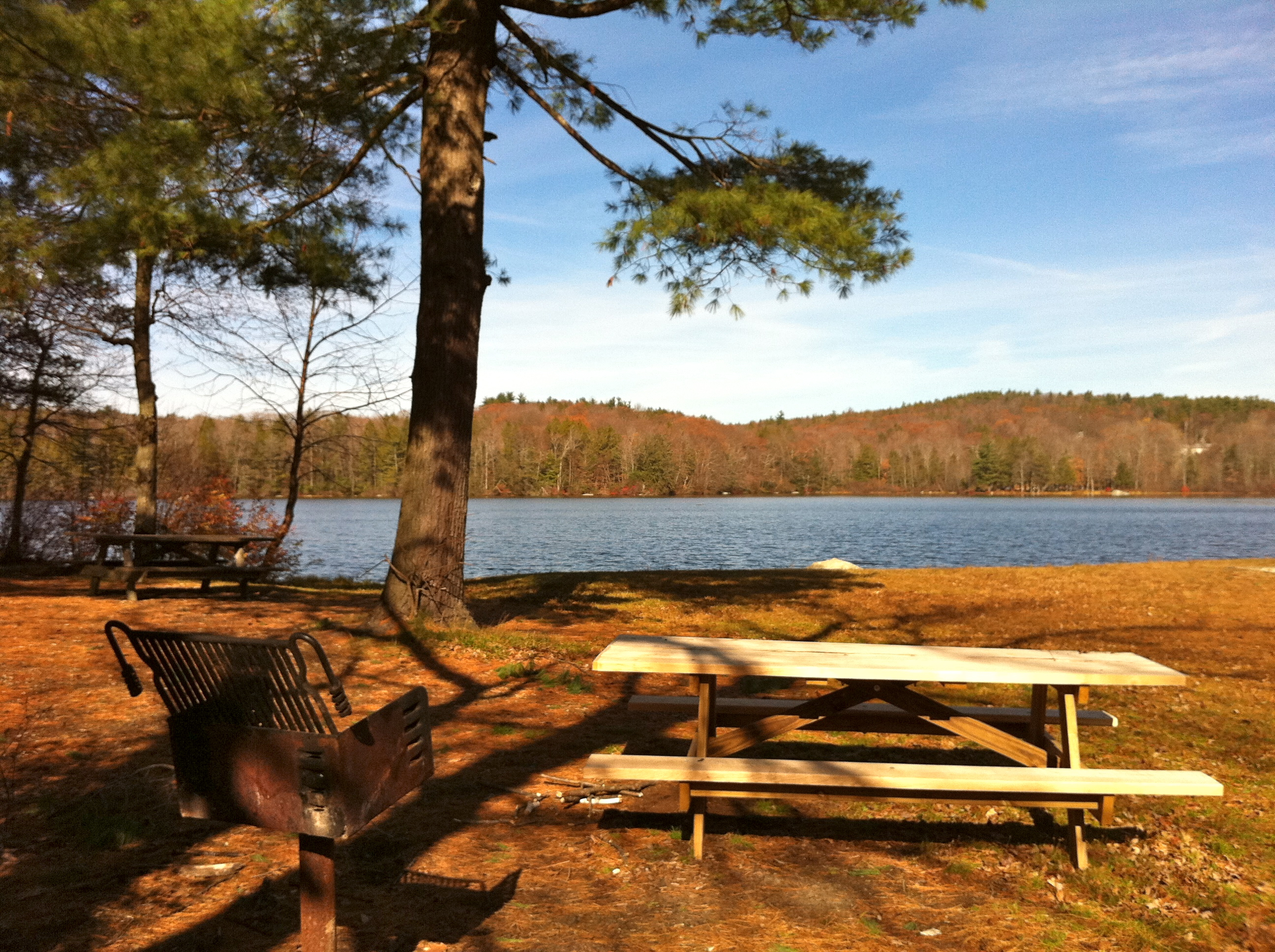
バー池州立公園

アメリカ合衆国国勢調査局に拠れば、市域全面積は40.4平方マイル (104.6 km2)であり、このうち陸地39.8平方マイル (103.1 km2)、水域は0.6平方マイル (1.5 km2)で水域率は1.41%である。
市の東側と西側境界付近は山の頂上が並び、中心街と市の中央部はノーガタック川バレーにある。このために高い場所からの眺めが良く、町の灯りが背景となる。東西方向に適当な高規格道路やバイパス道路が無いために、市内を横切るときはバレーに降りて反対側に上がる必要がある。

### 主要な地区
- バービル
- ドレイクビル
- ニューフィールド
- トリングフォード
- トリントン中心街
- ウェストトリントン
- ライトビル

### 気候
トリントンの気候は季節によって温度差が大きいのが特徴であり、夏は温かいか暑くて湿度が高いことが多く、冬は寒くて時には厳しい寒さになる。ケッペンの気候区分に拠れば、湿潤大陸性気候、略号では "Dfb" にある。

## 人口動態
| トリントンの人口推移 |        |
| 1756                 | 250    |
| 1774                 | 845    |
| 1782                 | 1,077  |
| 1790                 | —      |
| 1800                 | 1,417  |
| 1810                 | 1,586  |
| 1820                 | 1,449  |
| 1830                 | 1,651  |
| 1840                 | 1,707  |
| 1850                 | 1,916  |
| 1860                 | 2,278  |
| 1870                 | 2,893  |
| 1880                 | 3,327  |
| 1890                 | 6,048  |
| 1900                 | 12,453 |
| 1910                 | 16,840 |
| 1920                 | 22,055 |
| 1930                 | 26,040 |
| 1940                 | 26,988 |
| 1950                 | 27,820 |
| 1960                 | 30,045 |
| 1970                 | 31,952 |
| 1980                 | 30,987 |
| 1990                 | 33,687 |
| 2000                 | 35,202 |
| 2010                 | 36,383 |
| 2020                 | 35,515 |

以下は2000年国勢調査による人口統計データである。
| 基礎データ - 人口: 35,202 人 - 世帯数: 14,743 世帯 - 家族数: 9,125 家族 - 人口密度: 341.6人/km2（884.7 人/mi2） - 住居数: 16,147 軒 - 住居密度: 156.7軒/km2（405.8 軒/mi2） 人種別人口構成 - 白人: 93.03% - アフリカン・アメリカン: 2.15% - ネイティブ・アメリカン: 0.20% - アジア人: 1.83% - 太平洋諸島系: 0.02% - その他の人種: 1.31% - 混血: 1.47% - ヒスパニック・ラテン系: 3.30% 年齢別人口構成 - 18歳未満: 23.0% - 18-24歳: 6.4% - 25-44歳: 31.0% - 45-64歳: 22.0% - 65歳以上: 17.6% - 年齢の中央値: 39歳 - 性比（女性100人あたり男性の人口） - 総人口: 93.9 - 18歳以上: 89.0 | 世帯と家族（対世帯数） - 18歳未満の子供がいる: 28.5% - 結婚・同居している夫婦: 47.7% - 未婚・離婚・死別女性が世帯主: 10.3% - 非家族世帯: 38.1% - 単身世帯: 32.1% - 65歳以上の老人1人暮らし: 13.7% - 平均構成人数 - 世帯: 2.33人 - 家族: 2.96人 収入と家計 - 収入の中央値 - 世帯: 41,841米ドル - 家族: 54,375米ドル - 性別 - 男性: 37,702米ドル - 女性: 28,418米ドル - 人口1人あたり収入: 21,406米ドル |

## 中心街開発
トリントンは、市内のショッピングと文化的機会に住民や訪問者を惹きつけるために、中心街地域の再活性化を計画している。この再開発計画は現在も検討段階にあり、完成はしていない。メインストリートと中心街の改良と街路景観の充実のために50万ドルを受け取ることになっている。この予算は州から来るものであり、メインストリート東側の中心街改良に指定され、数ある充実の中でも新しい側道が含まれている。2012年初期にはメインストリート西側の中心街改良のために75万ドルが確保され、同様な改良を目指している。その他にも以下のような改良が検討されている。

### コー記念公園修復
中心街にあるコー記念公園に対して歴史回帰と修復が2004年から始まって完成した。コー記念公園小委員会とトリントン市が、フェレロ・ヒクソン共同事業と密接に活動し、ヴィクトリア様式のウォーキング公園に戻し、1906年に最初に造られたときの姿を再現した。これらの改修には、新しい歩道、記念物や碑の再配置が含まれていた。2005年、ガーデン・ゴッデス, LLC の所有者で園芸作家のグウェニス・B・ハーベイが、既存庭園の再定義、設計、上級化のために雇用された。コー記念公園の植物園はそれ以来良く知られた観光地になった。

### 小売業の拡大
トリントンはその中心街に幅広い業態の商人を誘致することを期待している。空室および放棄された建物は、小売業、事務所、住居に転換されることになっている。現在検討されているのは全国的な衣料品小売業や書店のチェーン店であり、ウォーター通りの頭、ケリー・バス社の場所あたりに建設する。この計画は、多くの者が歴史的な遺産と考える鉄道駅を解体することになるので、反対する者もいた。それにも拘わらず、2011年1月4日、安全上の問題があるとして、建設から113年経っていた鉄道駅が解体された。歴史協会は出札窓や建物外部のテラコッタ装飾の幾らかなど、僅かばかりのものを保存できた。2009年夏、ウィンステッド道路沿いにビッグYのスーパーマーケットやロウズのホームセンターが開店した。

### 中心街へのアクセス
中心街の中心、メインストリートあるいはウォーター通り沿いに駐車場が建設される予定である。トリントン図書館に隣接する市営駐車場も中心街の駐車場として機能することになる。中心街再開プロジェクトは歩行者のアクセスを強調しているので、レンガ張り歩道には街路樹、ベンチ、自転車ラックがメインストリート沿いに造られる予定である。

### 市内の道路
市は渋滞を解消するために中心街のメインストリートとウォーター通り、東メインストリートの交差点を十字型に改良する計画である。メインストリートは一方通行にし、駐車レーンを片側に設ける。隣接するプロスペクト通りも一方通行にして、メインストリートとは反対方向にする。道路の多くは状態があまり良くなく、穴だらけである。

## 交通
トリントン中心街を通る主要州道は、8号線、4号線、202号線である。その他に183号線と272号線が幹線道になっている。ノースウェスタン・コネチカット交通地区がバスの定期便を運行している。

## 経済
メインストリート・マーケットプレースは2009年にスティーブ・クリス、ローズ・ポント、ジェシカ・ホドルスキ、さらに2009年ACTコミッショナーといった設立者によって創設された。最初の考えは中心街に家族連れを呼び込み、地元商人を支援する行事を作ることだった。2009年から一晩で3,000人の客、40ないし45の展示者、15ないし20の食品屋台、非営利の展示者、様々な種類の芸人などが集まるようになった。夏の木曜日の夜5時から9時に8週間連続で開催されている。メインストリートは車が規制され、ウォーター通りからアルボード通りまでがマーケットプレースになる。

## 市財政報告書（2004年）
トリントン市は民間徴税人を利用することで100%税金を集めるのが通常である。
2004年一般基金の予算資金残高は580万ドルだった。市は政府活動のために3,680万ドル、事業のために420万ドルを貸付残高にしている。現行公債発行借入金は2021年までに償還喚される予定である。
トリントンの債券格付けが A1 である。
2004年の歳入は88,444,157ドルであり、資産税が64.40%、教育委員会補助金23.44%、連邦政府と州の補助金7.06%、一般政府3.67%、公衆安全0.64%、公共事業0.53%、投資収入0.26%、レクリエーション0.01%という内訳だった。
歳出と負債は88,679,873ドルであり、教育委員会53.41%、公衆安全12.97%)、年金など10.58%、公共事業8.34%、負債サービス7.69%、一般政府3.49%、公衆衛生と社会サービス1.99%、交通運営0.85%、レクリエーション0.40%、予備費0.29%となっていた。

## 犯罪と警察
2003年にFBIが記録した暴力犯罪の件数は139だった。殺人は0件だった。暴力犯罪率は住民1,000人あたり3.9件だった。
1985年、トリントン警察署がトレイシー・サーマンが起訴した事件に敗訴した。サーマンは疎遠になっていた夫のチャールズ・"バック"・サーマンによって1983年に殺されそうになった。この虐待、殺人未遂事件と裁判は後に1989年のテレビ映画『助けを求める叫び: トレイシー・サーマンの物語』に作られた。主演はナンシー・マッケオンだった。

## スポーツ
野球
トリントン・タイタンズがニューイングのフューチャーズ大学間野球リーグで試合を行っている。その設立シーズンは大学の夏季野球リーグであるアトランティック大学間野球リーグで試合を行った。2010年のアトランティック大学間野球リーグを終えた後に、カルミナッチ・スポーツグループに売却され、その加盟先をフューチャーズ・リーグに変えた。カルミナッチはプロのカナディアン・アメリカン・リーグに属するブロックトン・ロックスと、やはりフューチャーズ・リーグに属するマーサズ・ヴィニヤード・シャークスも所有している。タイタンズはフーセニッチ・パークを本拠地にしている。
2009年、アワー・ベースボール・ヘイブンと呼ばれる組織が特徴ある考えを提案した。それによって大学野球チームが再度トリントンを本拠地とよぶことができるものだった。その提案は「クラウドソーシング」と呼ばれ、500人ほどの個人に指示され、アトランティック大学間野球リーグに属するニューヨーク州のピークスキル・ロビンスがトリントンに移転して、トリントン・タイタンズとなった。タイタンズは2010年の開始年をカイザー・ディビジョンで優勝して飾った。
トリントン・ツイスターズは1997年から2008年までニューイングランド大学間野球リーグの一員だった。1998年と2008年の2度、リーグのオールスターゲームを主催し、毎年そのデイビジョンでは上位に来ていた。このチームは2008年にマサチューセッツ州に移転することになり、リーグに対してもオーナーに対しても苦い感情を残した。
以前はトリントン・ブレーブスというプロの野球チームが本拠にしており、コロニアル・リーグの一員だった。1950年の1シーズンのみで解隊された。
ランニング
トリントン・ロードレースは5マイル (8 km) の競走であり、8月のドナーズ週間に開催されている。コー記念公園を出発点に、リバーサイド・アベニュー、ミジョン・アベニュー、プロスペクト通りなどバレーの各所を通る。1972年から始まり、主にコネチカット州全体のランナーの他、マサチューセッツ州、ニューヨーク州、ニュージャージー州、ペンシルベニア州からも参加者が集まってきている。
高校スポーツ
2006年、トリントン高校男子バスケットボールチームが1944年以来となるコネチカット州選手権制覇を成し遂げた。ホリークロス・オブ・ウォーターベリーのライバル高校を破ったものである。

## メディア
トリントンにはラジオ局が2局ある。WAPJ 89.9 FMは非営利のトリントン・コミュニティ・ラジオ財団が運営しており、WSNG 610 AMはバックリー・ブロードキャスティングが所有している。
トリントンでは日刊紙が2紙発行されている。「レパブリカン・アメリカン」はリッチフィールド郡版を発行し、フランクリン通りに局がある。「レジスター・シティズン」はジャーナル・レジスター社が発行し、トリントンとウィンステッドで配布される他、コネチカット州北西隅の大半でも配られる。シャーロット・ハンガーフォード病院は地域の重要な医療機関に発展してきた。トリントンは「ビズジャーナル」紙から、アメリカ合衆国の10の町のうち住みたい「夢の町」（小都市圏）第1位に指定された。

## 教育
コネチカット大学地域キャンパスがトリントンにある。広さ100エーカー (400,000 m2) のキャンパスは市の西部郊外の静かな田園部にあり、M・アデラ・イーズ教室棟とリッチフィールド郡共同拡大サービス棟で構成されている。
トリントン中心街にはナツメグ芸術学校があり、バレーのダンサーを養成しており、そのバレー団はワーナー・ブラザース・フィルムスタジオによる映画館として1931年に建設された1,700席の公会堂であるワーナー劇場で公演を行っている。トリントン中心街ではニューイングランドで最大のロッジ・オブ・エルクスも開催されている。エルク・ロッジ第372号は多くの地域活動や行事を支援している。

## アメリカ合衆国国家歴史登録財

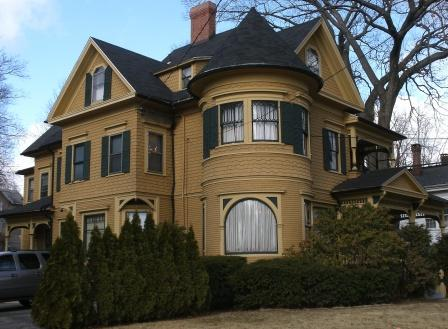
ジェイムズ・オルディス邸

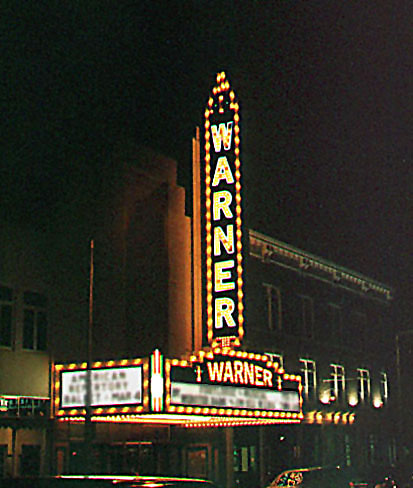
ワーナー劇場

- トリントン中心街歴史地区、おおまかにチャーチ通りとアルボード通り、センター墓地、ウィロウ通り、東メインストリート、リッチフィールド通り、プロスペクト通りに囲まれている、1988年登録
- ファイラー・ホッチキス荘園—メインストリート192、1987年登録
- ジェイムズ・オルディス邸—プロスペクト通り、1982年登録
- ミジョン・アベニュー歴史地区—大まかにミジョン・アベニューに沿い、フォレスト通りの一部にある、2002年登録
- ポーグナット森林管理ビル—バー・マウンテン道路385、1986年登録
- スキーズ・ダイナー—メインストリート589、2002年登録
- サウススクール—南メインストリート362、1986年登録
- トリングフォード通り歴史地区—トリングフォード通りのメインストリート北から西ヒル道路まで、1991年登録
- トリントン消防署本部—ウォーター通り117、1987年登録
- ヴィラ・フリウリ—ハイ通り58、1991年登録
- ワーナー劇場—メインストリート68-82、1984年登録
- ウォレントン毛糸工場—メインストリート839、1987年登録
- ウォーター通り歴史地区—Roughly along ウォーター通りのチャーチ通りからプロスペクト通りまで、2003年登録

## 著名な出身者
- ジョン・ブラウン、奴隷制度廃止運動家、1800年にトリントンで生まれた